# Еврейские записки
«Еврейские записки» — русско-еврейский журнал, выходивший в столице Лифляндской губернии Российской империи городе Риге.
Инициатором создания журнала «Еврейские записки» стал еврейский писатель и общественный раввин Арон-Элиягу (Арон Илия) Пумпянский, он же стал и главным редактором «Еврейских записок». Первый выпуск данного периодического издания увидел свет в латвийской столице в 1881 году, и этот момент стал началом отсчёта истории еврейской печати в Латвии.
Печатное издание «Еврейские записки» выходило ежемесячно; каждый номер журнала состоял не более чем из четырёх печатных листов, что с первых выпусков выдавало отсутствие необходимых литературных сил для нормального функционирования журнала. Сам Пумпянский опубликовал на страницах «Еврейских записок» большой исторический очерк «Евреи в Лифляндской и Курляндской губерниях» и ряд других своих трудов, касающихся истории евреев в Латвии. 
Журнал так и не успел обрести своего читателя и уже в том же году из-за отсутствия средств прекратил существование. Перед закрытием Арон-Элиягу Пумпянский порекомендовал своим подписчикам возникший почти одновременно с «Еврейскими записками» журнал «Восход» под редакцией Адольфа Ефимовича Ландау.